# Магнар Исаксен
Магнар Николај Исаксен (13. октобар 1910 — 8. јун 1979) био је норвешки фудбалер, који се такмичио на Летњим олимпијским играма 1936. године. На клупском нивоу, Исаксен је представљао Кристиансунд и Лин.

## Каријера
Магнар Исаксен је рођен у Кристијансунду. За Норвешку је наступио 14 пута и постигао пет голова.
Исаксен је изабран у репрезентацију Норвешке која се такмичила на Летњим олимпијским играма 1936. године и освојила бронзану медаљу на фудбалском турниру. Постигао је оба гола за Норвешку у победи од 2 : 0 против Немачке. Искасен се повредио у полуфиналу против Италије и стога није играо у борби за бронзану медаљу. Освојио је два узастопна Норвешка купа са Лином 1945. и 1946. године.
Такође је учествовао на Светском првенству у фудбалу 1938. године.